# Karl Olive
Pour les articles homonymes, voir Olive (homonymie).
Karl Olive, né le 29 mars 1969 à Saint-Germain-en-Laye, est journaliste sportif, producteur de télévision, entrepreneur et homme politique français.
Engagé à l'UMP, puis à LR, il soutient puis est affilié au parti présidentiel d'Emmanuel Macron à partir de 2017. Il est conseiller général puis départemental des Yvelines depuis 2011, il est maire de Poissy de 2014 à 2022, et 11e vice-président du conseil départemental des Yvelines de avril 2015 à juillet 2022. De janvier 2016 à juillet 2022, il est aussi 2e vice-président de la communauté urbaine Grand Paris Seine et Oise, délégué aux équipements et projets sportifs et culturels. Il est élu en juin 2022 et réélu, en 2024, député de la 12e circonscription des Yvelines sous bannière présidentielle, Ensemble puis Renaissance.

## Biographie
Karl Olive est le fils d'un ancien cadre de l'usine Peugeot de Poissy. Il est le cinquième enfant d'une fratrie de six (cinq garçons et une fille). Sa sœur Brigitte Henriques est une ancienne footballeuse internationale française, qui est présidente du Comité national olympique et sportif français de 2021 à 2023.
Marié à Céline Baudry, il est père de trois garçons,.

### Carrière journalistique
Sa carrière de journaliste débute en 1989. Il commence comme pigiste au sein du groupe Hersant. Il obtient un DEUG de communication.
D'abord présentateur sur la chaîne câblée locale Yvelines Première dans les années 1990, il intègre en 2000 le service des sports de Canal+ qu'il dirigera par la suite, puis devient entre 2005 et 2007 directeur des sports de I-Télé, chaîne sur laquelle il anime à partir de 2006 N’ayons pas peur du foot, un magazine où quatre personnalités viennent débattre de l’actualité du football.

### Carrière de dirigeant sportif
Cultivant la passion du sport depuis son enfance, Karl Olive devient à l'âge de 17 ans arbitre officiel de la Fédération française de football pour le PSG, un poste qu'il occupe de 1986 à 1991.
En 1998, il devient président de l'AS Chatou Football et de l'AS Chatou Omnisport. Au cours de cette période, avec son ami Marc-Olivier Taccard, il lance l'école régionale de gardien de but « Joël Bats », une première dans le domaine. Au cours de sa présidence à Chatou, Basile Boli signe comme joueur à l'AS Chatou, participant à la renommée de la ville.
L'aventure se termine en 2004, année durant laquelle Karl Olive prend la présidence de l'AS Poissy Football, club de CFA qu'il quitte en mars 2008. Au cours de cette période, Karl Olive intègre le Variétés Club de France de Thierry Roland et Jacques Vendroux. La presse relève la gestion opaque de l'association et les conflits d'intérêts, l'élu ayant notamment participé à plusieurs délibérations du conseil départemental en faveur du Variétés, comme l'attribution de subventions,.
En avril 2008, il devient président-délégué de la section football de l'Athletic Club de Boulogne-Billancourt (ACBB). Il est épaulé par l'ancien milieu de terrain du Paris-SG Vincent Guérin qui officie en tant qu'ambassadeur.
Le 9 septembre 2020, il est désigné par la FFF pour devenir son représentant au sein du conseil d'administration de la LFP. Il remplace ainsi Michel Denisot.
En 2021, il joue aux côtés d'Emmanuel Macron lors d'un match du Variétés Club de France au profit des Pièces jaunes.

### Politique
Candidat sans étiquette à l'élection cantonale partielle du canton de Poissy-Sud en 2009, il récolte 513 voix soit 15,81 % et échoue au second tour face au maire UMP d'Orgeval Yannick Tasset en obtenant 46,85 % des voix contre 53,15 %.
En janvier 2010, il rejoint l'UMP.
Karl Olive est élu conseiller général des Yvelines (UMP), canton de Poissy-Sud le 27 mars 2011 en devançant très largement avec 60,69% le candidat (PS), maire de Poissy, Frédérik Bernard.
En janvier 2013, il annonce sa candidature aux élections municipales françaises de 2014 à Poissy. Investi par l'UMP, il l'emporte largement dès le premier tour (62,42 % des suffrages contre 24,84 % à son adversaire) face au candidat socialiste sortant Frédérik Bernard et devient ainsi maire de la ville le 23 mars. D'avril 2014 à janvier 2016, il est président de la communauté d'agglomération P.A.C. (Poissy, Achères, Conflans-Sainte-Honorine). Le 16 janvier 2016, il devient le 2e vice-président de la communauté urbaine du Grand Paris Seine et Oise.
Le 29 mars 2015, Karl Olive et Élodie Sornay sont élus conseillers départementaux du canton de Poissy (Poissy, Achères, Carrières-sous-Poissy), en remportant le second tour des élections avec 78,26 % des voix (contre 21,74 % pour le FN). Le 2 avril 2015, Karl Olive est nommé 11e vice-président du conseil départemental des Yvelines, délégué au haut-débit, et à la Communication.
Le 25 mars 2016, il crée la polémique en écrivant une lettre aux médecins de la ville de Poissy leur demandant de limiter le nombre d’arrêts de travail des agents de la ville en faisant l'amalgame entre absentéisme et arrêts de maladie. Les agents qualifient cette lettre d’« ingérence inacceptable » et les syndicats évoquent « un management par la peur » exercé à l'encontre des agents,.
Karl Olive est également engagé aux côtés d'Alain Juppé dans sa campagne de la primaire de la droite et du centre les 20 et 27 novembre 2016. Le 2 mars 2017, dans le cadre de l'affaire Fillon, il renonce à soutenir le candidat LR François Fillon à l'élection présidentielle. Il participera par la suite activement à la campagne de David Douillet, candidat Les Républicains pour les élections législatives.
Le 11 juillet 2017, avec le maire de Saint-Germain-en-Laye Arnaud Péricard, il fonde l'association Génération Terrain,.
En septembre 2017, il annonce ne pas avoir renouvelé son adhésion à LR, en précisant que « Wauquiez, ce n’est pas ma tasse de thé ! ». En septembre 2018, il réadhère à LR, à l'occasion du lancement de la campagne de Pierre Bédier, qui veut reprendre la tête de la fédération LR des Yvelines. Karl Olive précise cependant : « Wauquiez, ce n’est toujours pas ma tasse de thé. »
En septembre 2018, il fait préfacer son livre Rendre possible l’impossible par Emmanuel Macron.
En juin 2019, peu après les élections européennes, il fait partie des élus de droite signataires d'une tribune annonçant leur soutien à Emmanuel Macron,. Fin août 2019, il annonce sur RMC qu'il ne renouvellera pas son adhésion au parti Les Républicains : « Je ne renouvelle pas mon adhésion aux Républicains, pour autant je n’adhère pas à En marche. Je suis quelqu’un de droite, gaulliste, social, populaire et humaniste. »
En novembre 2019, l'association Anticor lui adresse un carton « orange » car il n'a pas respecté « deux points emblématiques » du protocole (la mise en place d'une charte éthique dans la mairie et le non-cumul des mandats) : Grégoire Turlotte, secrétaire général d'Anticor, voit toutefois dans ce feu orange plus « un encouragement qu'une sanction », et l'association salue les efforts en matière de démocratie de proximité (la mise en place de conseils de quartiers, la participation publique à la préparation des conseils municipaux, le rôle effectif de l'opposition dans les commissions et la mise à disposition du public des données concernant le budget de la ville et l'attribution des subventions). Elle se félicite également de la publication des comptes rendus des conseils municipaux et précise que la déclaration d'intérêts du maire est consultable sur le site de la Haute Autorité pour la transparence de la vie publique.
Malgré sa proximité avec Pierre Bédier et ses souhaits opposés à ceux de la majorité présidentielle (prolongation de l'autoroute A104, déplacement de la maison centrale de Poissy), La République en marche choisit de soutenir Karl Olive pour les élections municipales de 2020, après que celui-ci a soutenu la politique d'Emmanuel Macron dans les médias,.
Le 15 mars 2020, Karl Olive remporte les élections municipales dès le premier tour avec 75,6 % des suffrages exprimés.
Lors des élections départementales de 2021, le tandem qu'il forme avec Suzanne Jaunet des Républicains est élu dans le canton de Poissy avec 70,57 % des suffrages exprimés (75,52 % à Poissy, 65,52 % à Carrières-sous-Poissy et 62,56 % à Achères).
Le 11 octobre 2021, Karl Olive se voit confier par la ministre de la Cohésion des territoires et des Relations avec les collectivités territoriales, Jacqueline Gourault, la ministre chargée de la ville, Nadia Hai, ainsi que la ministre déléguée aux Sports, Roxana Maracineanu, une mission sur l’insertion par le sport des jeunes des quartiers de la politique de la ville. Le 22 février 2022, il leur remet son rapport « Faire Nation par le sport », assorti de vingt-quatre préconisations, à la suite de trois mois à la rencontre d’acteurs locaux et nationaux.
Le 15 novembre 2021, il fait adopter un règlement municipal prévoyant le dépôt d'une caution avant la célébration des mariages, ayant constaté que certains dégénéraient (retards, fumigènes, tirs de mortier, désordres sur la voie publique, etc.) ; plusieurs autres communes (dont la voisine Carrières-sous-Poissy) l'imitent et le ministre de l'Intérieur Gérald Darmanin affirme fin janvier 2022 vouloir généraliser cette pratique.
Il est candidat aux élections législatives de 2022 dans la 12e circonscription des Yvelines sous la bannière de la majorité présidentielle. Le 19 juin 2022, il est élu député en rassemblant 59,94% des suffrages.
Le 3 juillet 2022, Karl Olive, élu député, est remplacé à la tête de la mairie de Poissy par sa première adjointe, Sandrine Dos Santos.
Du 16 au 18 octobre 2023, il se rend en Palestine avec huit autres députés (Véronique Besse, François Cormier-Bouligeon, Pierre-Henri Dumont, Benjamin Haddad, Jérémie Patrier-Leitus, Emmanuel Pellerin, Anne-Laurence Petel, Caroline Yadan) dans le cadre d'une « mission officielle de soutien et de solidarité envers le peuple israélien »,.
Il s’engage dans le cadre de son mandat sur la lutte contre l’industrie du tabac et de la nicotine, en portant au nom du groupe Renaissance la proposition de loi transpartisane visant à interdire les cigarettes électroniques jetables (PUFFS).
Au sein de la commission des Affaires culturelles et de l'Éducation, il s’engage également sur la question du sport au travail. Il est co-rapporteur d’une mission flash sur le sujet avec la députée socialiste Claudia Rouaux.
À la suite de la dissolution de l'Assemblée nationale décidée par Emmanuel Macron, il est à nouveau candidat aux élections législatives de 2024 dans la 12e circonscription des Yvelines, toujours sous la bannière de la majorité présidentielle. Il est réélu le 7 juillet 2024 avec 45,07 % des suffrages au second tour dans le cadre d’une triangulaire face aux candidats du Nouveau Front populaire et du Rassemblement national,. Le 7 juillet 2025, il annonce sa candidature aux élections municipales de 2026.

### Menaces
Le 1er mai 2021, à 2 h 40, un « individu défavorablement connu des services de police » tente d'entrer par effraction au domicile de Karl Olive avant de déposer une lettre de menace dans sa boîte aux lettres. Après l'arrestation de l'individu à 14 heures, le maire annonce porter plainte contre lui.
Le 1er décembre 2021, à 2 h 30, Alexandre M., un individu qui le menaçait régulièrement par messages depuis juillet 2020, réveille le voisinage de Karl Olive en sonnant à toutes les portes de la rue où habite le maire,. Interpellé dans la matinée à proximité de l'hôtel de ville de Poissy, il est interné le soir-même en hôpital psychiatrique. Poursuivi pour outrage, violence et menace de mort sur personne dépositaire de l'autorité publique, il comparaît devant le tribunal judiciaire de Versailles le 6 janvier 2022 et tient des propos confus à l'audience, ce qui conduit  à  son placement en détention provisoire dans l'attente d'une nouvelle expertise psychiatrique. Le 3 février 2022, il est condamné à 5 ans d'interdiction d'entrer en contact avec Karl Olive, de se rendre à Poissy (où il vivait chez ses parents à moins de 600 mètres du domicile du maire) et de posséder des armes. Un mois plus tard, il menace à nouveau Karl Olive, à la suite de quoi il est interné en psychiatrie le 11 mars 2022.
Son fils (Kentin est directeur commmercial du FC Versailles https://actu.fr/ile-de-france/poissy_78498/football-kentin-olive-change-de-dimension-en-rejoignant-lambitieux-fc-versailles-et-cest-exceptionnel_62942761.html

## Prises de position

### Droit de vote des étrangers
Il indique en août 2022 s'opposer fermement au droit de vote des étrangers non-européens aux élections municipales.

### Article 49 alinéa 3 de la Constitution
Il appelle en octobre 2022 à employer le 49.3 pour faire adopter le projet de loi de finances, jugeant les débats à l’Assemblée trop lents.

### Lois d'exception
Le 10 septembre 2023, après que le président Emmanuel Macron a été « copieusement sifflé » l'avant-veille lors de son discours d'ouverture de la Coupe du monde de rugby au Stade de France, il appelle à faire voter des « lois d'exception » afin que toute manifestation de ce type soit désormais interdite avant la tenue d'un grand évènement sportif.

### Fichage S de Jean-Luc Mélenchon et dissolution de La France insoumise
Le 31 octobre 2023, il demande l'inscription du leader de La France insoumise, Jean-Luc Mélenchon, au fichier des personnes recherchées : « C'est un danger pour la société. [...] Il devrait être fiché S. Il est bien plus dangereux [...] que un certain nombre de fichés S dans notre société. [...] Il devrait être fiché S pour attiser la haine ». Le 27 décembre 2023, il maintient ses propos en déclarant qu'« un certain nombre de personnes de La France Insoumise, dont Jean-Luc Mélenchon, sont des dangers pour la société ». Le 8 juillet 2024, il rappelle qu'il a « toujours dit que c'était un danger pour la société et qu'il devrait être fiché S ». Le 23 juillet 2024, il indique, sur TF1, puis sur Europe 1, que le président Emmanuel Macron « n'aurait pas dû seulement dissoudre l'Assemblée nationale, il aurait dû aussi dissoudre La France insoumise », affirmant que « c'est un bordel innommable » et « des dangers pour la société »,.

### Présomption de culpabilité
Alors qu'il s'était prononcé pour le respect de la présomption d'innocence dans les affaires Fillon (détournement de fonds et recel d'abus de biens sociaux) et Depardieu (viols et agressions sexuelles), il se prononce, le 1er septembre 2024, en faveur de la présomption de culpabilité (en) pour Mattéo, mis en examen pour « blessures involontaires » après avoir fauché à moto une fillette de 7 ans à Vallauris (Alpes-Maritimes),,,,. Il semble par ailleurs plaider en faveur d'une instauration généralisée de ce système : « Je suis pour un délit de criminalité, je suis pour une présomption de culpabilité. [...] Il faut que nous changions encore une fois de logiciel, un délit de criminalité, arrêtons la présomption d'innocence, allons vers la présomption de culpabilité, qu'on change la charge de la preuve »,.

## Polémiques

### Remarque à une conseillère municipale
Le 8 mars 2021, il déclare en fin de conseil municipal à une élue de l'opposition : « Madame, vous aimez bien me titiller, on dirait que ça vous excite ». Ces propos étant considérés comme sexistes par l'intéressée qui envisage de porter plainte, il finit par s'en excuser après les avoir maintenus dans un premier temps.

### Accident de la route du 17 décembre 2021
Le 17 décembre 2021, vers 17 h 15, le véhicule transportant Karl Olive provoque la chute d'une scootériste au croisement des avenues Eisenhower et Churchill, dans le 8e arrondissement de Paris. Le chauffeur de Karl Olive avait utilisé un gyrophare et deux sirènes présents dans le véhicule (une Citroën DS 7 noire aux vitres teintées), pour sortir des embouteillages, et avait grillé un feu rouge. Les deux hommes, momentanément appréhendés par un policier en civil présent sur les lieux, sont laissés libres après que Karl Olive a affirmé être attendu par le président Emmanuel Macron au palais de l'Élysée,,. Par la suite, il prétend qu'il était en droit d'utiliser un gyrophare de par son statut de maire de Poissy, le sous-préfet de Saint-Germain-en-Laye, Philippe Marland, ayant en effet autorisé, en 1988, les édiles de cette commune à en faire un usage exceptionnel. Dans un courrier daté du 31 décembre 2021, le préfet des Yvelines, Jean-Jacques Brot, lui rappelle cependant que, selon la circulaire no 84-88 du 23 mars 1984, les maires ne sont pas autorisés à utiliser la cocarde tricolore ou le gyrophare.

## Affaires judiciaires

### Condamnation pour prise illégale d'intérêt
Karl Olive comparait à partir du 23 septembre 2024 pour des faits remontant au temps où il était maire de Poissy. Il est accusé de prise illégale d'intérêts pour avoir permis, par le biais d’un montage juridique, le recrutement de deux proches, Philippe Gros (ancien directeur des sports) et son fils Boris, actuel directeur des sports de la ville, au poste de directeur de la jeunesse et des sports à son arrivée en 2014. La procureure, qui a requis 8 mois de prison avec sursis contre Karl Olive mais pas d’inéligibilité, a déclaré « une forme de népotisme de M. Olive, condamnée par les règles de la fonction publique territoriale », motivée par les « liens d’amitié » entretenus entre les prévenus.
Le 18 novembre 2024, il est condamné à huit mois de prison avec sursis pour prise illégale d'intérêts, ; il annonce faire appel.

## Documentaire
- 2005 : Producteur du documentaire 5X10 Platini, diffusé sur Canal+ le 12 juin 2005.

## Décoration
- 2020 :  Chevalier de la Légion d'honneur[87]